# Stowarzyszenie „Cała Naprzód”
Stowarzyszenie „Cała Naprzód” – organizacja pozarządowa założona w 2009 roku w Gliwicach. Stowarzyszenie organizuje imprezy kulturalne i sportowe połączone ze zbiórkami publicznymi. Dochód z imprez przekazywany jest na prowadzenie terapii i zakup sprzętu medycznego dla osób niepełnosprawnych. Członkowie organizacji działają bez wynagrodzenia.

## Działalność
Najważniejsze projekty stowarzyszenia to Śląski Festiwal Charytatywny (na festiwalu występowały m.in. zespoły Bulbulators, Hasiok, Koniec Świata), Skup Kultury oraz Niedzielna Liga Futsalu (NLF). Niedzielna Liga Futsalu jest pierwszą w Gliwicach charytatywną ligą futsalu.
W kwietniu 2012 roku organizację nagrodzono w Plebiscycie Prezydenta Miasta Gliwice Vox Populi – Wybrany przez gliwiczan w kategorii organizacja pozarządowa roku 2011. Od listopada 2012 roku stowarzyszenie posiada status organizacji pożytku publicznego. W czerwcu 2014 roku Niedzielna Liga Futsalu otrzymała tytuł Inicjatywa Roku 2013 w Plebiscycie Prezydenta Miasta Gliwice – Wybrany przez gliwiczan w kategorii inicjatywa roku 2013, a sama „Cała Naprzód” otrzymała najważniejszy tytuł przyznawany w Gliwicach dla organizacji pozarządowych – „Organizacja Roku 2013” za całoroczną działalność na rzecz mieszkańców Gliwic.